# Gmina Nowa Brzeźnica
Die Gmina Nowa Brzeźnica ist eine Landgemeinde im Powiat Pajęczański der Woiwodschaft Łódź in Polen. Ihr Sitz ist das gleichnamige Dorf (deutsch Brzeznica).

## Gliederung
Zur Landgemeinde Nowa Brzeźnica gehören 15 Dörfer mit einem Schulzenamt:
| Dubidze (1943–1945 Deubitz) Dubidze-Kolonia Dworszowice Kościelne Dworszowice Kościelne-Kolonia Konstantynów | Kruplin Radomszczański Kuźnica Łążek Nowa Brzeźnica Prusicko | Stara Brzeźnica-Osada Stara Brzeźnica-Wieś Trzebca Ważne Młyny Wólka Prusicka |

Weitere Ortschaften der Gemeinde sind:
| Gojsc Janów Jedle Kaflarnia Kolonia Gidelska Kruplin-Barbarówka Kruplin-Parcela Kruplin-Piaski | Kruplin Średni Madera Miroszowy Moczydła Orczuchy Pieńki Dubidzkie Pieńki Dworszowskie Płaczki | Płaszczyzna Rybaki Rzędowie Stoczki Wierzba Zapole Zimna Woda |

## Verkehr
Der Dienstbahnhof Brzeźnica nad Wartą und der Haltepunkt Nowa Brzeźnica liegen an der Bahnstrecke Wyczerpy–Chorzew Siemkowice.